# بلدة جينيسي (ميشيغان)
جينيسي (بالإنجليزية: Genesee Township, Michigan)‏ هي بلدة تقع في مقاطعة جينيسي (ميشيغان) بولاية ميشيغان في الولايات المتحدة. تبلغ مساحتها 78.7 (كم²)، وترتفع عن سطح البحر 224 م، بلغ عدد سكانها 24125 نسمة في عام 2000 حسب إحصاء مكتب تعداد الولايات المتحدة وتصل الكثافة السكانية فيها 316.9 نسمة/كم2.

## وصلات خارجية
- http://geneseetwp.com/
- The US50 - Cities and Towns in Michigan State
- Michigan Cities and Towns, Facts, Map, Flag, Colleges, Government, and More